# Loxosoma infundibuliformis
Loxosoma infundibuliformis är en bägardjursart som beskrevs av Arnold Girard Kluge 1946. Loxosoma infundibuliformis ingår i släktet Loxosoma och familjen Loxosomatidae. Inga underarter finns listade i Catalogue of Life.